# Ambres
Ambres é uma comuna francesa na região administrativa da Occitânia, no departamento de Tarn. Estende-se por uma área de 19.11 km², e possui 997 habitantes, segundo o censo de 2018, com uma densidade de 52 hab/km².